# Stazione di Novi Precedenza
La stazione di Novi Precedenza era una stazione ferroviaria posta lungo la linea Torino-Genova.